# Kazushige Tanaka
Kazushige Tanaka (田中一成, Tanaka Kazushige), né en 1954 dans la préfecture de Tottori (Japon), est un directeur de la photographie japonais.

## Biographie
Kazushige Tanaka est diplômé de la Yokohama Broadcasting Technical School (aujourd'hui Japan Institute of the Moving Image),
Il a travaillé aux États-Unis et en Australie (en 1994).

## Filmographie partielle
- 1984 : Sukurappu: aru ai no monogatari
- 1991 : Kiss yori kantan 2: hyoryuhen
- 1992 : Kamba, the Runner
- 1994 : Kiriko
- 1994 : Shinjuku autoroo (vidéo)
- 1994 : Tsure komi ryokan no waka okami
- 1995 : Boxer Joe
- 1995 : Jotei
- 1996 : Carnival of Wolves
- 1996 : Hitozuma furin: Nokezoru
- 1997 : Kosumosu
- 2000 : Dead or Alive 2 (Dead or Alive 2: Tôbôsha)
- 2002 : Jam Films
- 2002 : Dead or Alive 3 (Dead or Alive: Final)
- 2003 : The Man in White (許されざる者, Yurusarezaru mono?) de Takashi Miike
- 2003 : Gozu (Gokudô kyôfu dai-gekijô: Gozu)
- 2004 : Zebraman
- 2005 : Tsurugi
- 2005 : Nureta akai ito
- 2005 : Kamen Raidâ: The First
- 2006 : Waru
- 2007 : FM89.3
- 2007 : Detective Story (探偵物語, Tantei monogatari?) de Takashi Miike
- 2007 : Kamen raidâ: The next
- 2008 : Shura no onnnatachi: Shasatsusha no tsuma sono ai (vidéo)
- 2008 : Inmoraru: Kogoeru shitai
- 2008 : Rakugo musume
- 2008 : Shonen merikensakku
- 2010 : Joshikôsei zonbi
- 2011 : Tantei wa bar ni iru
- 2011 : Koitanibashi
- 2012 : Gachiban Super Max
- 2013 : Tantei wa bar ni iru 2: Susukino daikousaten
- 2013 : R100
- 2014 : Naniwa Zenidô
- 2019 : The Fable